# جبل سيناء (مكان مقدس)
في الكتاب المقدس أو العهد القديم أو الكتاب العبري جبل سيناء هو الجبل الذي كلم الله عليه موسى وأوحى له بالوصايا العشر. في سفر التثنية تقع بعض الأحداث على جبل حوريب، يعتقد بعض الباحثين أن جبل حوريب هو نفسه جبل سيناء.
لا يزال موضع جبل سيناء الموصوف في الكتاب المقدس محل نزاع، كانت ذروة النزاع في منتصف القرن التاسع عشر. تصف نصوص الكتاب المقدس العبري التجلي الإلهي على جبل سيناء بمصطلحات قد تصف حرفياً الجبل بأنه بركان. يعد جبل سيناء من أقدس الأماكن في الديانة اليهودية والمسيحية والإسلام.

## وصف الكتاب المقدس

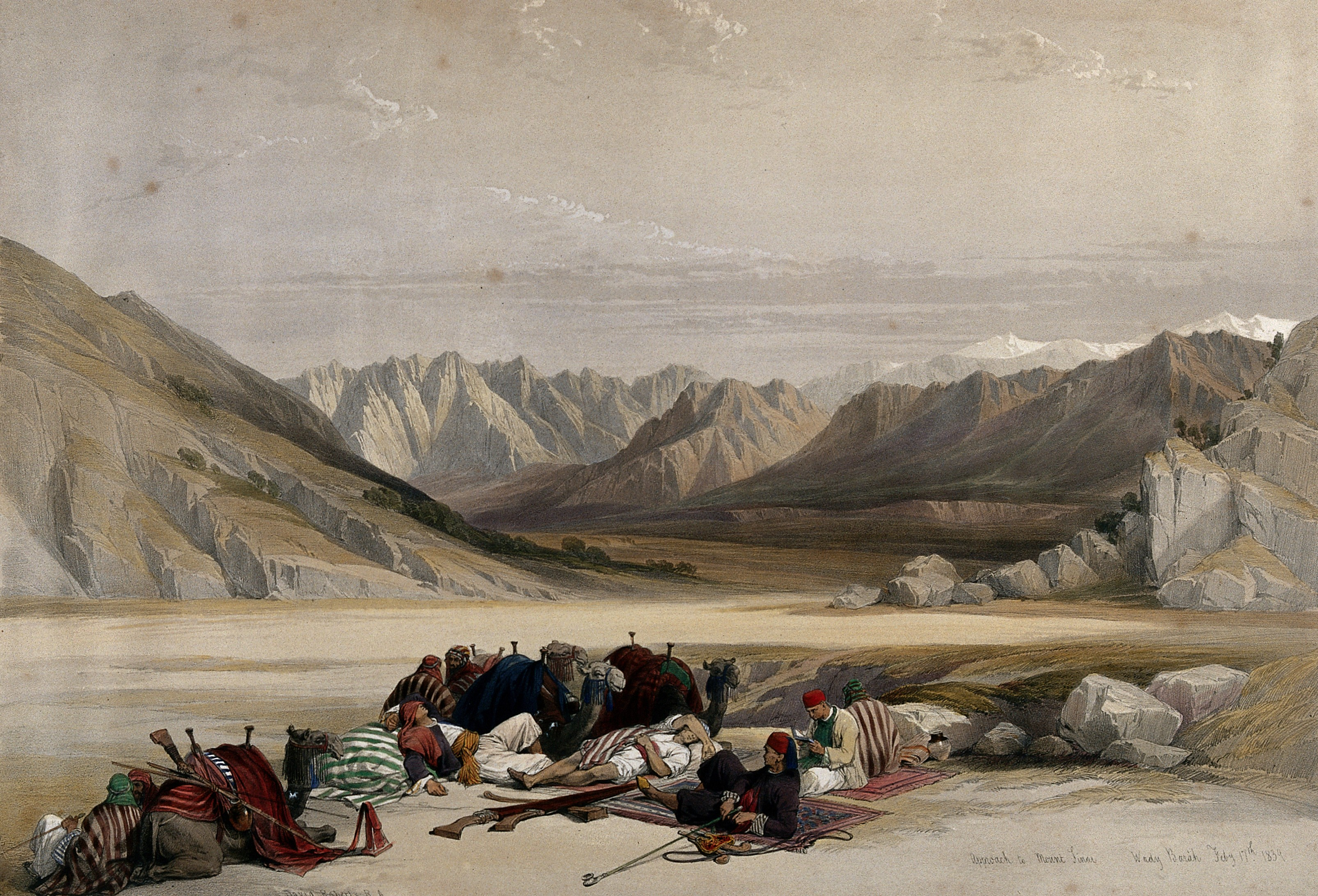
جبل سيناء، يظهر الاقتراب من جبل سيناء، 1839 لوحة لديفيد روبرتس، في الأرض المقدسة، سوريا، إدوم، الجزيرة العربية، مصر، والنوبة

تم تقديم الرواية الكتابية لإعطاء تعليمات وتعاليم الوصايا العشر في سفر الخروج، بشكل أساسي بين الإصحاحات 19-24، والتي تم خلالها ذكر سيناء بالاسم مرتين، في Exodus 19:2; 24:16. في القصة، غُطيت سيناء بسحابة، اهتزت وامتلأت بالدخان، انطلقت ومضات البرق واختلط هدير الرعد بانفجارات البوق. تضيف الرواية لاحقًا أنه شوهدت نار مشتعلة في قمة الجبل. في الرواية الكتابية، فإن النار والسحب هي نتيجة مباشرة لوصول الله على الجبل. وفقًا للقصة التوراتية، غادر موسى إلى الجبل ومكث هناك لمدة 40 يومًا وليلة لتلقي الوصايا العشر وقد فعل ذلك مرتين لأنه كسر المجموعة الأولى من الألواح الحجرية بعد عودته من الجبل للأولى. زمن.
يبدو أن الوصف الكتابي لنسب الله يتعارض مع العبارة بعد فترة وجيزة من أن الله تحدث إلى بني إسرائيل من السماء. بينما يجادل علماء الكتاب المقدس بأن هذه المقاطع من مصادر مختلفة، فإن مخيلتا يجادل بأن الله قد أنزل السماء ونشرها فوق سيناء، بيرك دي ربي إليعازر إن ثقبًا قد تمزق في السماء، وأن سيناء كانت ممزقة عن الأرض واندفعت القمة من خلال الفتحة. يمكن أن تكون كلمة «السماوات» استعارة للغيوم و «بحيرة النار» يمكن أن تكون استعارة للحفرة المليئة بالحمم البركانية. العديد من نقاد الكتاب المقدس  أشارت إلى أن إشارة الدخان والنار من الكتاب المقدس تشير إلى أن جبل سيناء كان بركانًا؛  بالرغم من عدم وجود الرماد. اقترح علماء الكتاب المقدس الآخرون أن الوصف يناسب العاصفة خاصة وأن أغنية ديبورا يبدو أنها تشير إلى هطول المطر في ذلك الوقت. بحسب الرواية الكتابية، تحدث الله مباشرة إلى شعب إسرائيل ككل.
ذكرت سيناء بالاسم في عشرة مواقع أخرى في التوراة: Exodus 31:18; 34:2، Leviticus 7:38; 25:1; 26:46; 27:34، Numbers 1:1; 3:1; 9:1 Deuteronomy 33:2. كما ورد ذكر سيناء مرة واحدة بالاسم في بقية الكتاب المقدس العبري في Nehemiah 9:13. في العهد الجديد، أشار بولس الرسول مباشرة إلى سيناء في Galatians 4:24؛ 4:25.

## علم أصل الكلمة وأسماء أخرى
وفقًا للفرضية الوثائقية، فإن اسم «سيناء» مستخدم فقط في التوراة من قبل المصدر الجهوي والكهنوتي، بينما يستخدم حوريب فقط من قبل الإلوهي وتثنوي.
يُعتقد أن كلمة حوريب تعني «التوهج / الحرارة»، والتي يبدو أنها إشارة إلى الشمس، في حين قد تكون سيناء مشتقة من اسم سين، إله القمر السومري، وبالتالي سيناء وحوريب ستكون جبال القمر والشمس على التوالي.
فيما يتعلق بافتراض إله الخطيئة السومرية، صرح وليام ف. أولبرايت، عالم الكتاب المقدس الأمريكي:  لا يوجد شيء يتطلب منا أن نشرحه على أنه إله القمر المعدل. من غير المحتمل أن يكون اسم «سيناء» مشتق من اسم السومرية «زين» (أقدم «زو إن»)، الأكادية «سين»، إله القمر الذي عبد في أور (في شكله نانار) وفي حران، حيث لا يوجد ما يشير إلى أن اسم `` سين '' كان مستخدمًا من قبل الكنعانيين أو البدو الساميين في فلسطين.
والأرجح أن اسم سيناء مرتبط باسم المكان «سين» الذي ينتمي إلى سهل صحراوي في سيناء وكذلك إلى مدينة كنعانية في سوريا وربما إلى مدينة في المنطقة. شمال شرق دلتا مصر. ومن المعروف أيضًا أنه قد يكون مرتبطًا بطريقة أو بأخرى بـ "seneh" (أرام. «سانيا»)، اسم نوع من الأدغال حيث يقال أن موسى قد شهد أول ظهور ليهوه.
وبالمثل، في كتابه سيناء وصهيون الأمريكية العبرية الكتاب المقدس الباحث جون د. ليفينسون يناقش العلاقة بين سيناء واحراق بوش (סנה səneh) أن موسى واجه في جبل حوريب في الآيات 3: 1-6 الخروج. ويؤكد أن التشابه بين سينا (سيناء) وسنه (بوش) ليس من قبيل الصدفة؛ بل إن التلاعب بالألفاظ قد يُستمد «من فكرة أن شعار إله سيناء كان عبارة عن شجرة من نوع ما». تثنية 33:16 تعرف يهوه بأنه «من يسكن في الأدغال». وبالتالي، يجادل ليفنسون بأنه إذا لم يكن استخدام كلمة «شجيرة» خطأ نسخًا لـ «سيناء»، فقد تدعم التثنية العلاقة بين أصول كلمة سيناء والشجرة. 
ووفقا ل رباني تقليد، اسم «سيناء» مستمد من الخطيئة آه שִׂנְאָה)، أي الكراهية، في إشارة إلى الأمم الأخرى التي تكره اليهود بدافع الغيرة، لأن اليهود هم من يقبلون كلمة الله. يذكر الأدب الحاخامي الكلاسيكي أن للجبل أسماء أخرى:
- هار هايلوهيم (הר האלהים)، وتعني «جبل الله» أو «جبل الآلهة» [23]
- هار باشان (הר בשן)، وتعني «جبل باشان»؛ ومع ذلك، فُسِّر باشان في الأدب الحاخامي على أنه هنا تحريف لبيشن، بمعنى «ذو الأسنان»، وجادل للإشارة إلى عيش البشرية من خلال فضيلة الجبل [23]
- هارجبنونيم (הר גבנונים)، وتعني «الجبل نقيًا مثل جبن الماعز»[23]
- هار حوريب (הר חורב) انظر جبل حوريب

كما ورد في معظم المصادر الإسلامية:
- Tūr Sīnā / Tr Sīnīn (طور سيناء / سينين)، وهو المصطلح الذي ورد في القرآن، ومعناه «جبل سيناء».[24][25][26]
- جبل موسى جبل موسى)، هو مصطلح آخر يعني، «جبل موسى». [23]

## التقاليد الدينية

### المسيحية

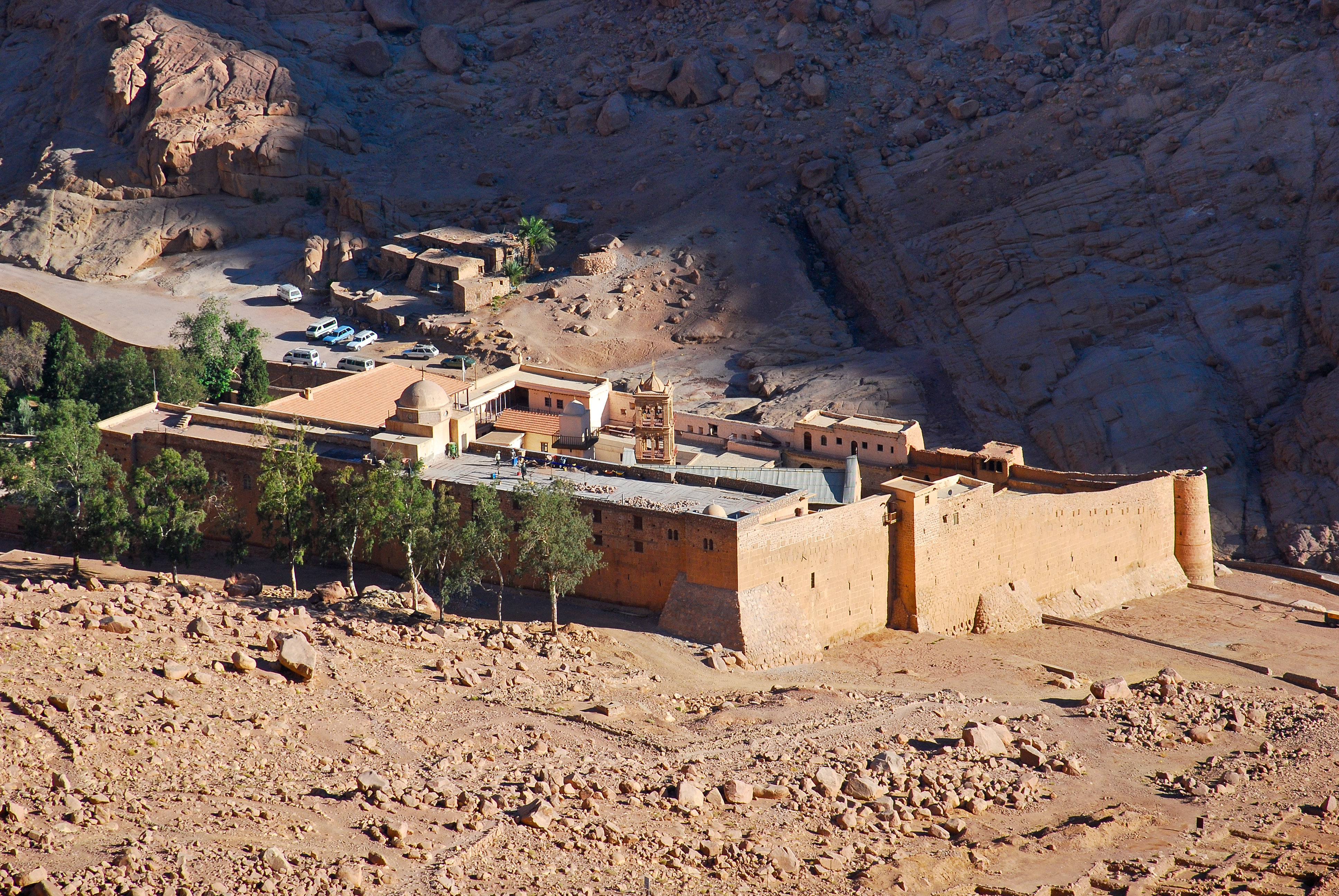
عرض وصولاً إلى دير سانت كاترين من الممر إلى القمة

تضع التقاليد المسيحية الأقدم هذا الحدث بالقرب من جبل سيربال، حيث تم إنشاء دير في الرابع من القرن الماضي. قرن؛ كان فقط في السادس القرن الذي انتقل فيه الدير إلى سفح جبل كاترين، وفقًا لتوجيهات يوسيفوس السابقة بأن سيناء كانت أعلى جبل في المنطقة.[بحاجة لمصدر]
الإشارات المبكرة إلى جبل موسى على أنه جبل سيناء، أو جبل سيناء الواقع في شبه جزيرة سيناء الحالية، غير حاسمة. هناك أدلة على أنه قبل 100 قبل الميلاد، قبل فترة الرهبنة المسيحية بفترة طويلة، ساوى حكماء اليهود جبل موسى بجبل سيناء. يجادل جراهام ديفيز من جامعة كامبريدج بأن الحج اليهودي في وقت مبكر حدد جبل موسى على أنه جبل سيناء وتم اعتماد هذا التعريف لاحقًا من قبل الحجاج المسيحيين. يقول آر كيه هاريسون أن «جبل موسى. يبدو أنه تمتع بقداسة خاصة قبل زمن طويل من العصر المسيحي، وبلغت ذروتها في تماهيها مع جبل. سيناء». 
دير سانت كاترين (باليونانية: Μονὴ τῆς Ἁγίας Αἰκατερίνης) تقع في شبه جزيرة سيناء، عند مصب مضيق يتعذر الوصول إليه عند سفح جبل سيناء الحديث في سانت كاترين على ارتفاع 1550 أمتار. الدير أرثوذكسي يوناني وهو أحد مواقع التراث العالمي لليونسكو. بحسب تقرير اليونسكو (60100هكتار / المرجع: 954) والموقع الإلكتروني أدناه، يُطلق على هذا الدير اسم «أقدم دير مسيحي عامل» في العالم - على الرغم من أن دير القديس أنطونيوس، الواقع على البحر الأحمر في الصحراء جنوب القاهرة، يدعي أيضًا أنه لقب.
استقر المسيحيون على هذا الجبل في الثالث القرن الميلادي. انتقل الجورجيون من القوقاز إلى شبه جزيرة سيناء في القرن الخامس، وتشكلت هناك مستعمرة جورجية في القرن التاسع. أقام الجورجيون كنائسهم الخاصة في منطقة جبل سيناء الحديثة. ارتبط بناء إحدى هذه الكنائس باسم ديفيد الرابع، الذي ساهم في تشييد الكنائس في جورجيا وفي الخارج أيضًا. كانت هناك دوافع سياسية وثقافية ودينية لتحديد موقع الكنيسة على جبل سيناء. كان الرهبان الجورجيون الذين يعيشون هناك مرتبطين ارتباطًا وثيقًا بوطنهم الأم. كان للكنيسة مؤامراتها الخاصة  في كارتلي. بعض المخطوطات الجورجية لسيناء لا تزال هناك، ولكن البعض الآخر محفوظ في تبليسي، وسانت بطرسبرغ، وبراغ، ومدينة نيويورك، وباريس، أو في مجموعات خاصة.[بحاجة لمصدر]

### الإسلام

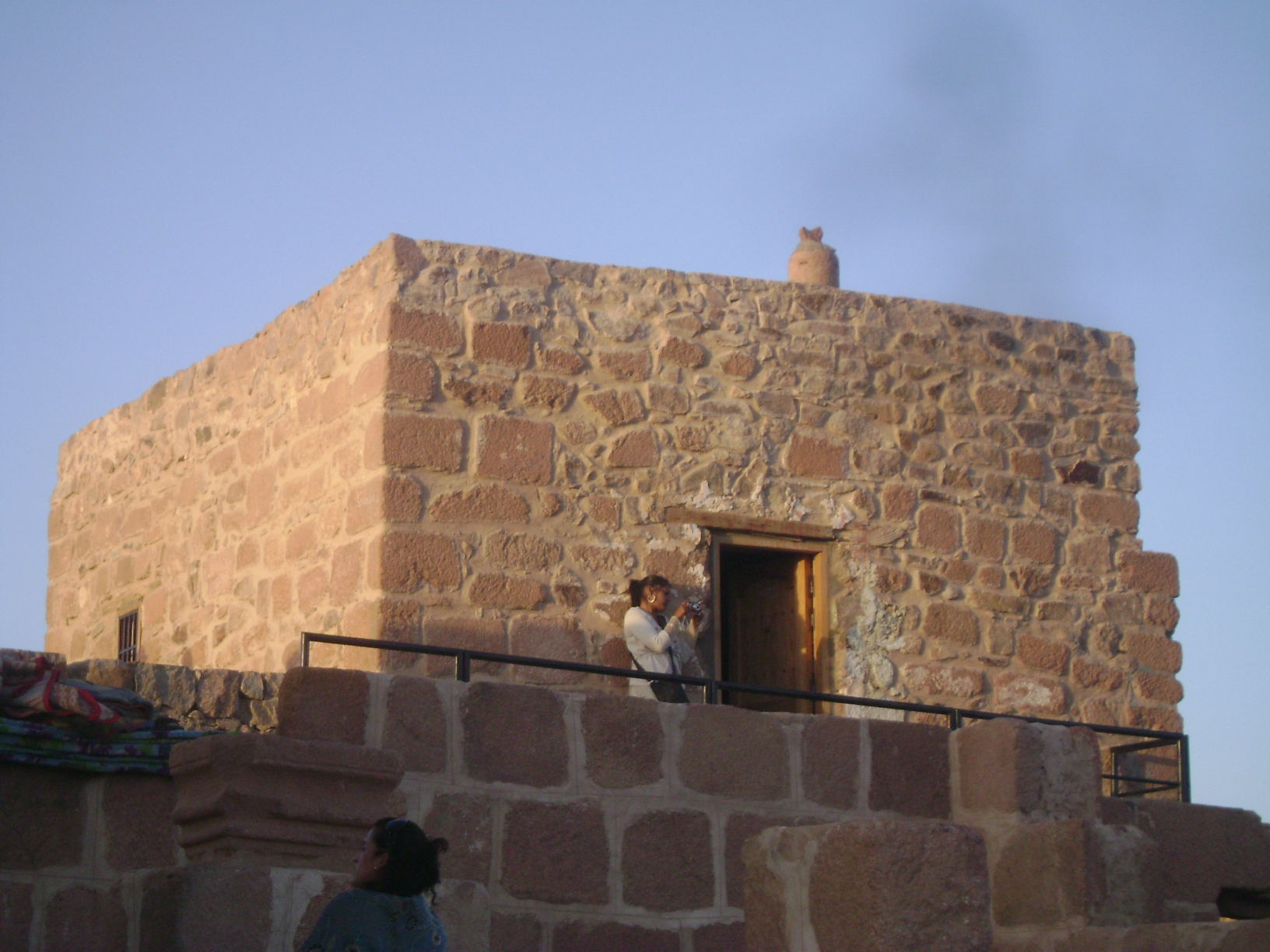
مسجد في القمة

ذُكر جبل سيناء في القرآن أيضًا باسم "طور سيناء" و"طور سينين". وترتبط شبه الجزيرة بهارون وموسى اللذين يعتبران أيضًا من الأنبياء. وعلى وجه الخصوص، الإشارات العديدة إلى جبل موجودة في القرآن،   حيث يطلق عليه الطور سينا "،  الطور Sīnīn، ويسمى جزء منه آل Buq'ah المباركة (بالعربية: ٱلْبُقْعَة ٱلْمُبَارَكَة) "المكان المبارك".
يشرح بعض علماء الكتاب المقدس المعاصرين أن جبل سيناء كان مكانًا مقدسًا مخصصًا لأحد الآلهة السامية، حتى قبل أن يواجهه الإسرائيليون. [استشهاد منقوص البيانات] يعتبر البعض الآخر أن مجموعة القوانين المعطاة على الجبل قد نشأت في فترات زمنية مختلفة عن بعضها البعض، مع كون القوانين اللاحقة هي أساسًا نتيجة للتطور الطبيعي على مدى قرون سابقة، وليس جميعها نشأت من لحظة واحدة في الوقت المناسب.[استشهاد منقوص البيانات]

### جبل موسى

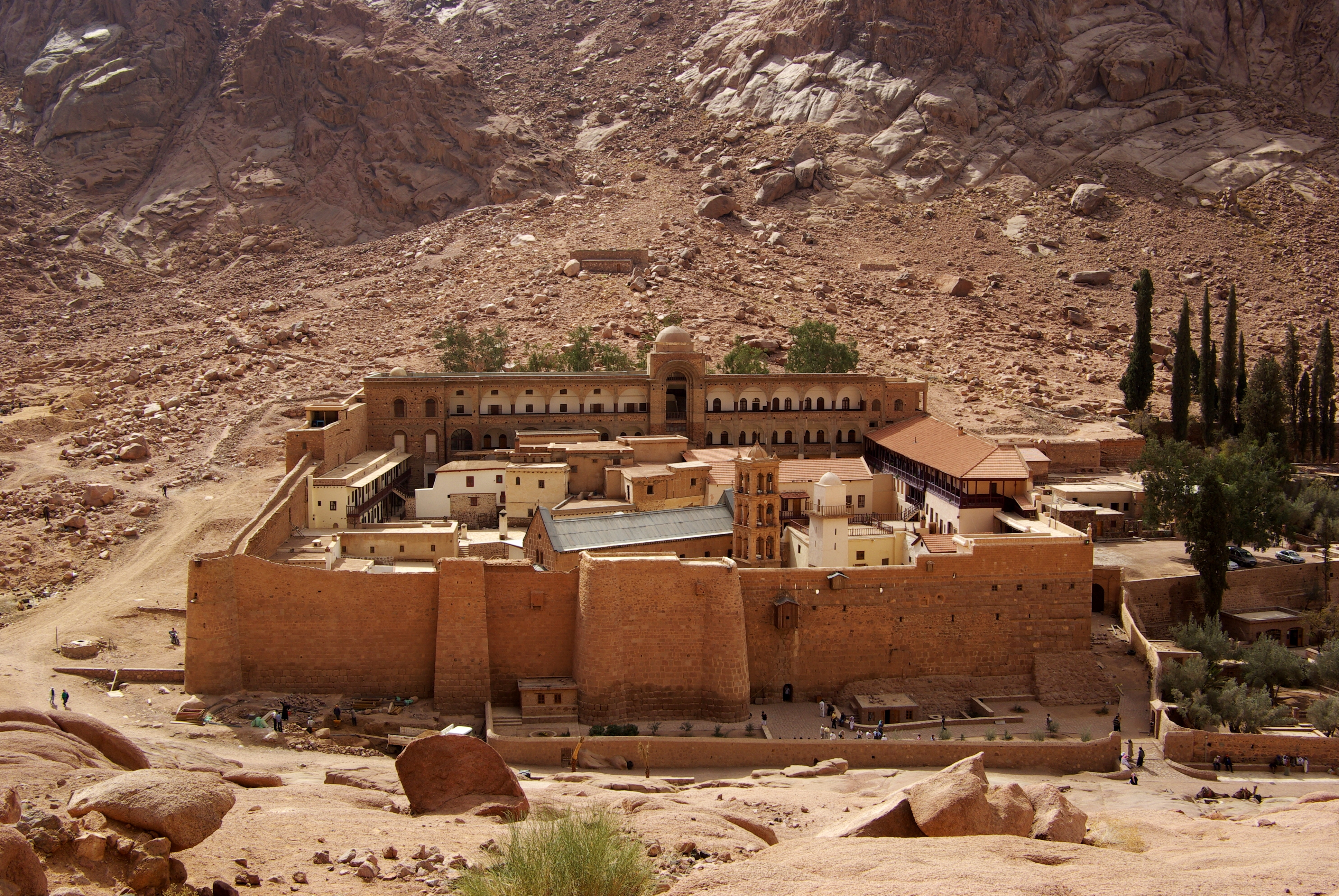
دير سانت كاترين

الإشارات المبكرة إلى جبل موسى على أنه جبل سيناء أو جبل سيناء الموجود في شبه جزيرة سيناء الحالية غير حاسمة. هناك أدلة على أنه قبل 100 قبل الميلاد، قبل فترة الرهبنة المسيحية بفترة طويلة، ساوى حكماء اليهود جبل موسى بجبل سيناء. يجادل جراهام ديفيز من جامعة كامبريدج بأن الحج اليهودي في وقت مبكر حدد جبل موسى على أنه جبل سيناء وتم اعتماد هذا التعريف لاحقًا من قبل الحجاج المسيحيين.   يقولآر كيه هاريسون أن
«جبل موسى. يبدو أنه تمتع بقداسة خاصة قبل العصور المسيحية بفترة طويلة، وبلغت ذروتها في التعرف على جبل موسى».
 في القرنين الثاني والثالث قبل الميلاد، كان الأنباط يؤدون فريضة الحج هناك، وهو ما تدل عليه النقوش المكتشفة في المنطقة.  في القرن السادس، تم بناء دير سانت كاترين عند قاعدة هذا الجبل في موقع يُزعم أنه موقع الأدغال المحترقة في الكتاب المقدس.

كتب جوزيفوس أن
«موسى صعد إلى الجبل الذي يقع بين مصر والجزيرة العربية، والذي كان يسمى سيناء». 
يقول جوزيفوس أن سيناء هي 
«أعلى الجبال الموجودة هناك»، وهي «أعلى الجبال الموجودة في تلك البلاد، وليس من الصعب جدًا على الرجال فقط الصعود إليها، بسبب ارتفاعها الشاسع ولكن بسبب من حدة منحدراته». جبل سيناء التقليدي، الواقع في شبه جزيرة سيناء، هو في الواقع اسم مجموعة من القمم، يشار إليها أحيانًا باسم قمم الجبال المقدسة،    والتي تتكون من جبل موسى وجبل كاترين ورأس الصفصافة. كتبت إيثريا (حوالي القرن الرابع الميلادي)، «تبدو مجموعة الجبال بأكملها كما لو كانت قمة واحدة، ولكن عند دخولك المجموعة، ترى هناك أكثر من قمة». 
 أعلى قمة جبلية هي جبل كاترين، حيث يبلغ ارتفاعه 8,550 قدم (2,610 م) فوق سطح البحر وقمة شقيقته جبل موسى (7,497 قدم (2,285 م))، ليس أبعد من ذلك في الارتفاع، ولكنه أكثر وضوحا بسبب السهل المفتوح. جبل كاترين وجبل موسى كلاهما أعلى بكثير من أي جبل في الصحراء سيناء، أو في كل مديان. أعلى قمم في صحراء تيه في الشمال لا تزيد عن 4,000 قدم (1,200 م). وترتفع تلك الموجودة في مديان شرقي إيلات إلى 4,200 قدم (1,300 م). حتى جبل سربال، 20 ميل (32 كـم) غرب سيناء، عند أعلى مستوياتها فقط 6,730 قدم (2,050 م) فوق البحر.
يعتقد بعض العلماء  أن جبل سيناء كان ذو قدسية قديمة قبل صعود موسى الموصوف في الكتاب المقدس.  العلماء نظرية مفادها أن سيناء اشتق اسمها جزئيًا من كلمة القمر التي كانت «خطيئة» (بمعنى «القمر» أو «إشراق»).  يقدم أنطونينوس الشهيد بعض الدعم لحرمة جبل موسى القديمة من خلال كتابته أن الوثنيين العرب كانوا لا يزالون يحتفلون بأعياد القمر هناك في القرن السادس. تذكر لينا إكنستين أن بعض القطع الأثرية المكتشفة تشير إلى أن «إنشاء عبادة القمر في شبه الجزيرة يعود إلى أيام ما قبل الأسرات في مصر». وتقول إن المركز الرئيسي لعبادة القمر يبدو أنه تركز في جنوب شبه جزيرة سيناء التي انتزعها المصريون من الشعب السامي الذي بنوا الأضرحة ومعسكرات التعدين هناك. يقول روبنسون إن النقوش التي تحتوي على صور لعبادة القمر تم العثور عليها في جميع أنحاء شبه الجزيرة الجنوبية ولكنها مفقودة في جبل موسى وجبل كاترين. هذه الغرابة قد توحي بالتطهير الديني.
تم اكتشاف مجموعات من النواميس في جنوب سيناء، مما خلق نوعًا من الحلقات حول جبل موسى. تم استخدام النواميين مرارًا وتكرارًا على مر القرون لأغراض مختلفة. لاحظت إيثريا، حوالي القرن الرابع / الخامس الميلادي، أن مرشديها، الذين كانوا «الرجال المقدسين» المحليين، أشاروا إلى هذه الأساسات الحجرية الدائرية أو الدائرية للأكواخ المؤقتة، بدعوى أن أطفال إسرائيل استخدموها أثناء إقامتهم هناك.[استشهاد منقوص البيانات]
تحتوي شبه جزيرة سيناء الجنوبية على اكتشافات أثرية، لكن وضعها مع الهجرة الجماعية من مصر يعد مهمة شاقة نظرًا لاختلاف التواريخ المقترحة للخروج على نطاق واسع. تم تأريخ الخروج من العصر البرونزي المبكر إلى العصر الحديدي المتأخر ثانيًا. 
الفخار المصري في جنوب سيناء خلال أواخر العصر البرونزي وأوائل العصر الحديدي تم اكتشاف فترات (رعامسة) الأولى في معسكرات التعدين في سرابيط الخادم وتمناع. تم اكتشاف الأشياء التي تحمل كتابات بروتوسينائية، مثل تلك الموجودة في كنعان، في سرابيط الخادم في جنوب سيناء. تم تأريخ العديد منها في العصر البرونزي المتأخر. تقدم هذه المعسكرات أدلة على وجود عمال مناجم من جنوب كنعان. تم استخدام موقع سرابيط الخادم البعيد لبضعة أشهر في كل مرة، كل عامين في أحسن الأحوال، وفي كثير من الأحيان مرة واحدة في كل جيل. كانت الرحلة إلى المناجم طويلة وصعبة وخطيرة. قامت البعثات الاستكشافية التي قادها البروفيسور مزار بفحص تل فيران، الواحة الرئيسية في جنوب سيناء، واكتشفت أن الموقع مليء ليس فقط بشقوف الأنباط ولكن أيضًا في شقوق مصقولة على عجلات نموذجية لمملكة يهودا، تنتمي إلى العصر الحديدي ثانيًا.
أصر إدوارد روبنسون على أن سهل الراحة المتاخم لجبل موسى كان من الممكن أن يستوعب الإسرائيليين. ذكر إدوارد هال أن «سيناء التقليدية هذه تلبي بكل طريقة متطلبات رواية الخروج». اتفق هال مع روبنسون وذكر أنه لم تكن لديه شكوك أخرى بعد دراسة المدرج الكبير المؤدي إلى قاعدة جرف الجرانيت في رأس الصفصافة، حيث كان هناك بالفعل موقع المخيم والجبل الذي تم تسليم شريعة الله منه. مخيم للاسرائيليين أدناه.

ذكرت اف دبليو هولاند [استشهاد منقوص البيانات]
«فيما يتعلق بإمدادات المياه، لا توجد بقعة أخرى في شبه الجزيرة بأكملها تتمتع بإمدادات جيدة تقريبًا مثل حي جبل موسى. كما لا توجد منطقة أخرى في شبه الجزيرة توفر مثل هذه المراعي الممتازة».
يقول أطلس الكتاب المقدس، بحساب رحلات بني إسرائيل،
«هذه المسافات لن تسمح لنا بوضع سيناء في مكان أبعد شرقًا من جبل موسى».
يشير البعض إلى عدم وجود أدلة مادية تُركت في رحلة الإسرائيليين، لكن د. بيت أرييه كتب، «ربما سيقال، من قبل أولئك الذين يؤيدون الرواية التقليدية في الكتاب المقدس، أن الثقافة المادية الإسرائيلية كانت فقط من أضعف أنواعها ولم تترك أي أثر. من المفترض أن مساكن الإسرائيليين والتحف كانت تتكون فقط من مواد قابلة للتلف.»   كتب هوفماير، «لا يمكن لأي من المعسكرات في البراري أن تكون ذات مغزى إذا ذهب الإسرائيليون مباشرة إلى قادش أو مديان. رحلة من أحد عشر يومًا من قادش إلى حوريب لا يمكن فهمها بشكل صحيح إلا فيما يتعلق بـ الجزء الجنوبي من شبه جزيرة سيناء». 
حدد البدو المحليون الذين سكنوا المنطقة منذ فترة طويلة جبل موسى على أنه جبل سيناء. في القرن الرابع الميلادي أقامت مستوطنات صغيرة للرهبان أماكن عبادة حول جبل موسى. اعتبر حاج مصري يُدعى أمونيوس، كان قد قام في الماضي بزيارات مختلفة إلى المنطقة، أن جبل موسى هو الجبل المقدس في القرن الرابع. الإمبراطورة هيلينا، كاليفورنيا. 330 م، بنيت كنيسة لحماية الرهبان من غارات البدو. اختارت موقع الكنيسة من التحديد الذي تم تناقله عبر الأجيال عبر البدو. كما ذكرت أن الموقع تأكد لها في المنام.
اعتبر المسيحيون شبه جزيرة سيناء تقليديًا موقع سيناء، على الرغم من أن شبه الجزيرة اكتسبت اسمها من هذا التقليد، ولم يطلق عليها في زمن جوزيفوس أو قبله.  كما كان يطلق عليها بلد الفيروز.
البدو التقليد يعتبر جبل موسى، التي تقع متاخمة لجبل كاترين، ليكون الجبل الكتاب المقدس،  وهذا هو الجبل الذي المجموعات السياحية المحلية والجماعات الدينية الإعلان في الوقت الحاضر كما في الكتاب المقدس جبل سيناء. من الواضح أن المجموعات المسيحية قد تبنت هذا الرأي في نهاية المطاف، حيث تم تشييد كنيسة في قمة هذا الجبل في القرن السادس عشر، والتي حلت محلها كنيسة يونانية أرثوذكسية في عام 1954.

### جبل الصربال، جنوب شبه جزيرة سيناء
في العصور المسيحية المبكرة، استقر عدد من الأنشوريين على جبل الصربال، معتبرين أنه جبل توراتي، وفي القرن الرابع تم بناء دير في قاعدته. ومع ذلك، صرح جوزيفوس أن جبل سيناء كان «أعلى الجبال الموجودة هناك»،  مما يعني أن جبل كاترين كان في الواقع الجبل المعني، إذا كان من المقرر أن تقع سيناء في شبه جزيرة سيناء على الإطلاق.

### شمال شبه جزيرة سيناء
وفقًا لعلماء النصوص، في الفرضية الوثائقية لسرد الخروج، يسافر الإسرائيليون في خط مستقيم تقريبًا إلى قادش برنيع من Yam Suph (التي تعني حرفياً «بحر ريد»، ولكنها تُعتبر تقليديًا للإشارة إلى البحر الأحمر)، والالتفاف عبر جنوب شبه جزيرة سيناء موجود فقط في المنبع الكهنوتي. لذلك فقد تطلع عدد من العلماء والمعلقين نحو الأجزاء الوسطى والشمالية من شبه جزيرة سيناء بحثًا عن الجبل. تم اقتراح جبل سن بشار، في الجزء الغربي الأوسط من شبه الجزيرة، ليكون جبل سيناء التوراتي من قبل ميناشي هار إيل، الجغرافي التوراتي في جامعة تل أبيب. كما تم اقتراح جبل هلال في شمال شبه الجزيرة. اقتراح آخر لشمال سيناء هو هاشم الطريف، حوالي 30 عامًا كم غرب إيلات، إسرائيل.

## جبل سيناء في الفن

### ادوم / النبطية

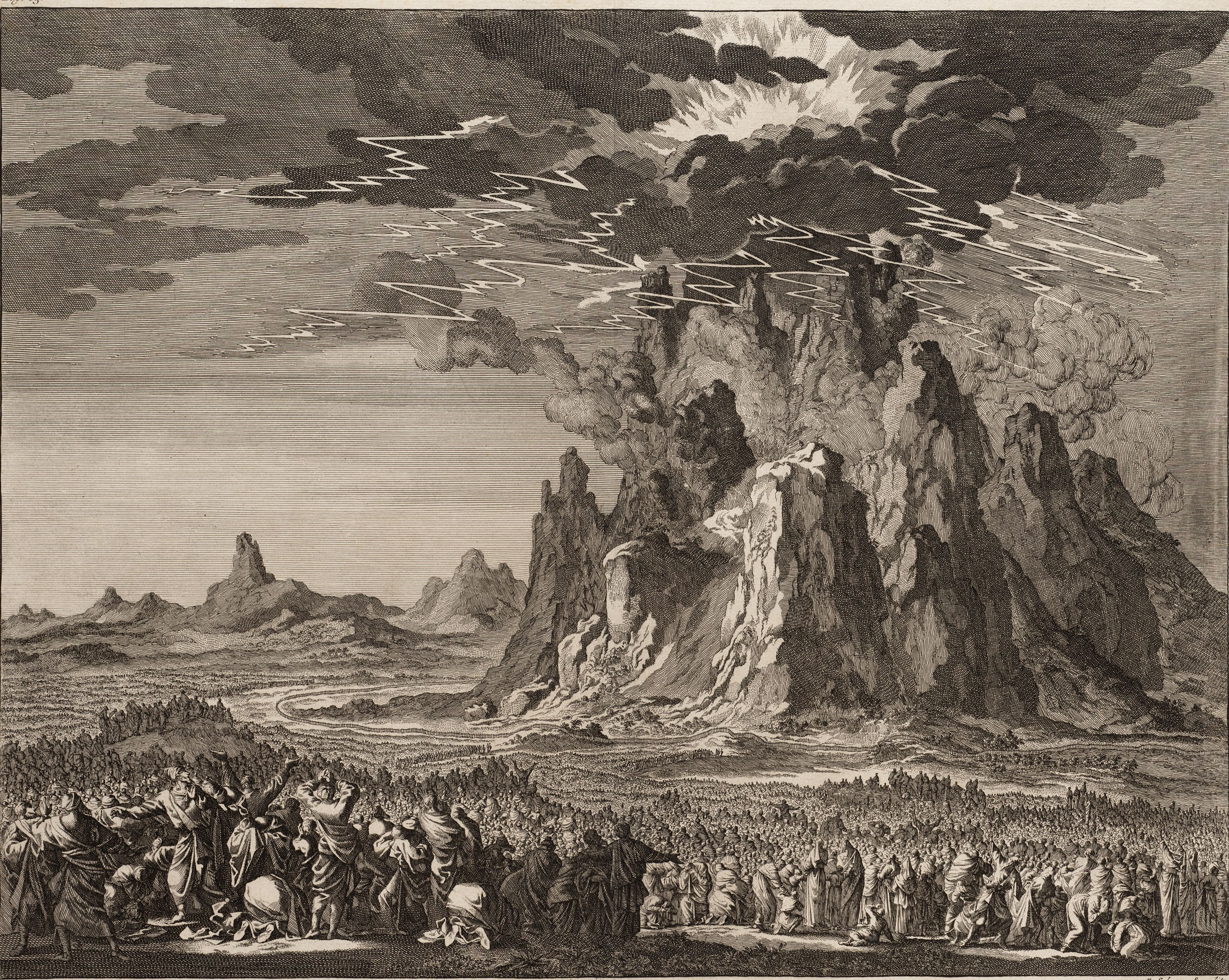
1723
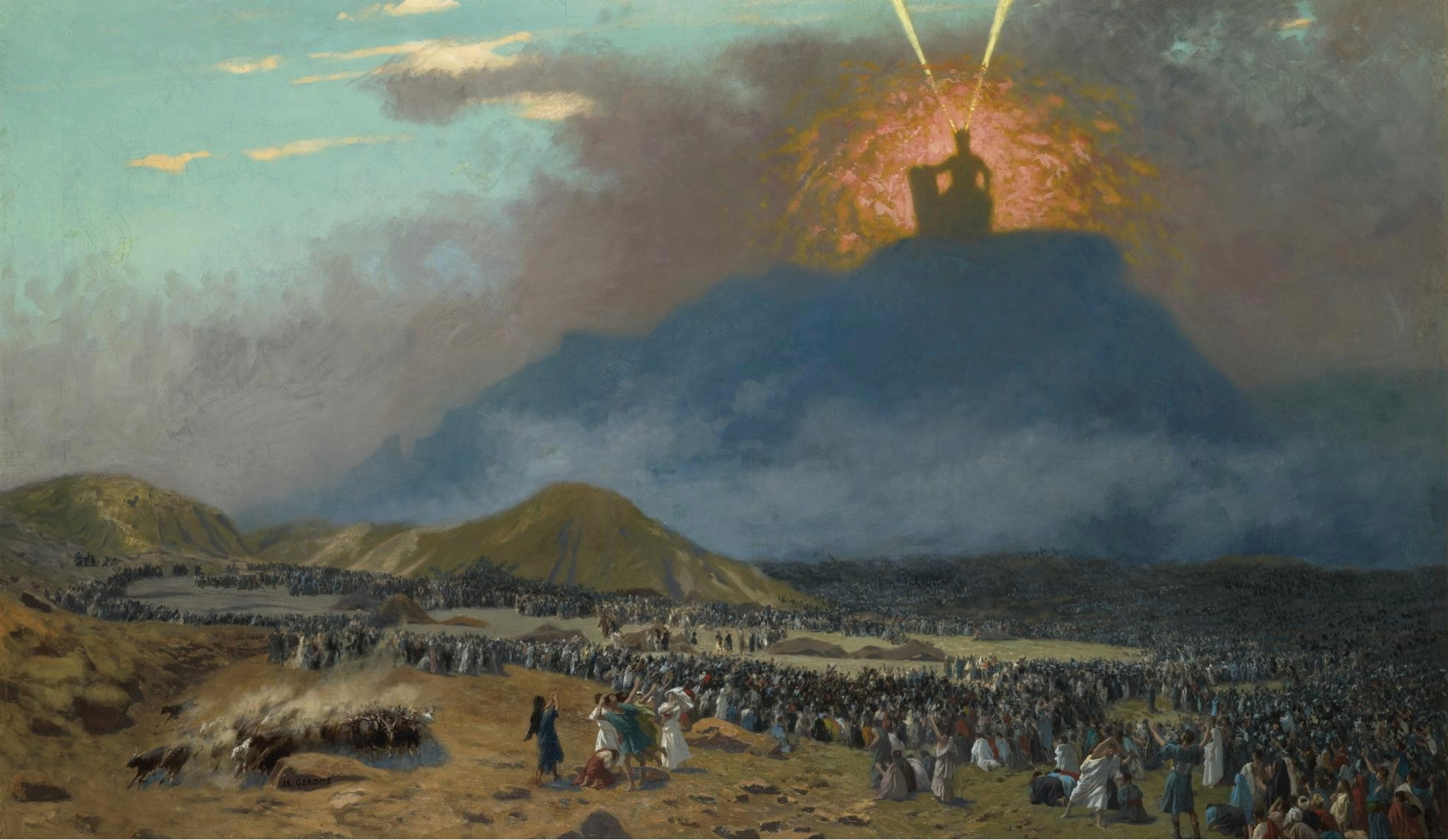
موسى على جبل سيناء، بقلم جان ليون جيروم، 1895-1900
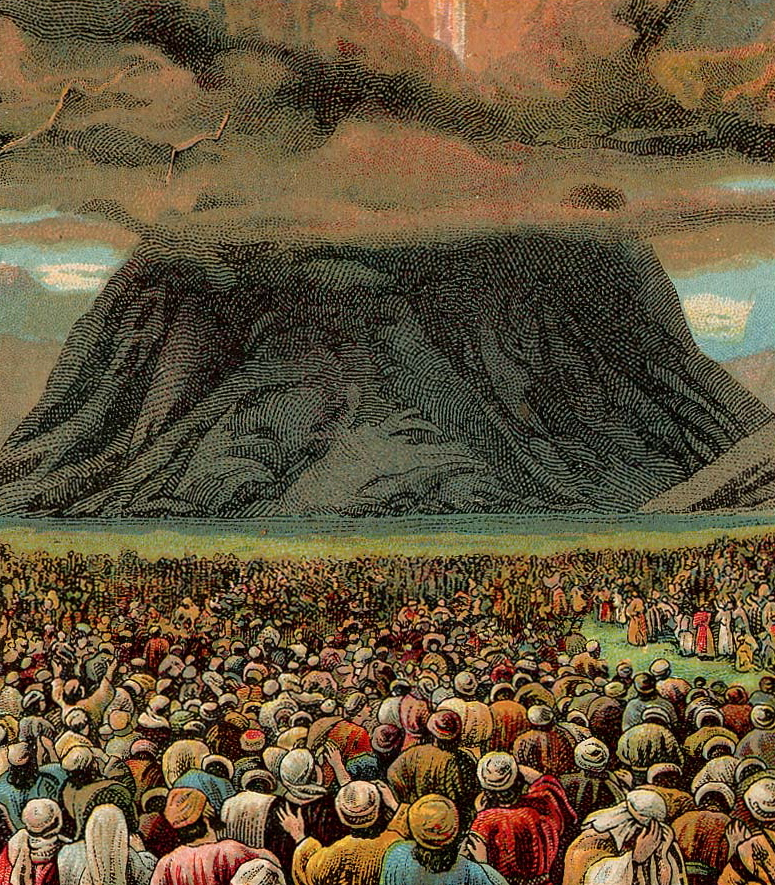
إعلان جماعي في جبل سيناء في رسم توضيحي من بطاقة الكتاب المقدس التي نشرتها شركة بروفيدنس ليثوجراف، 1907
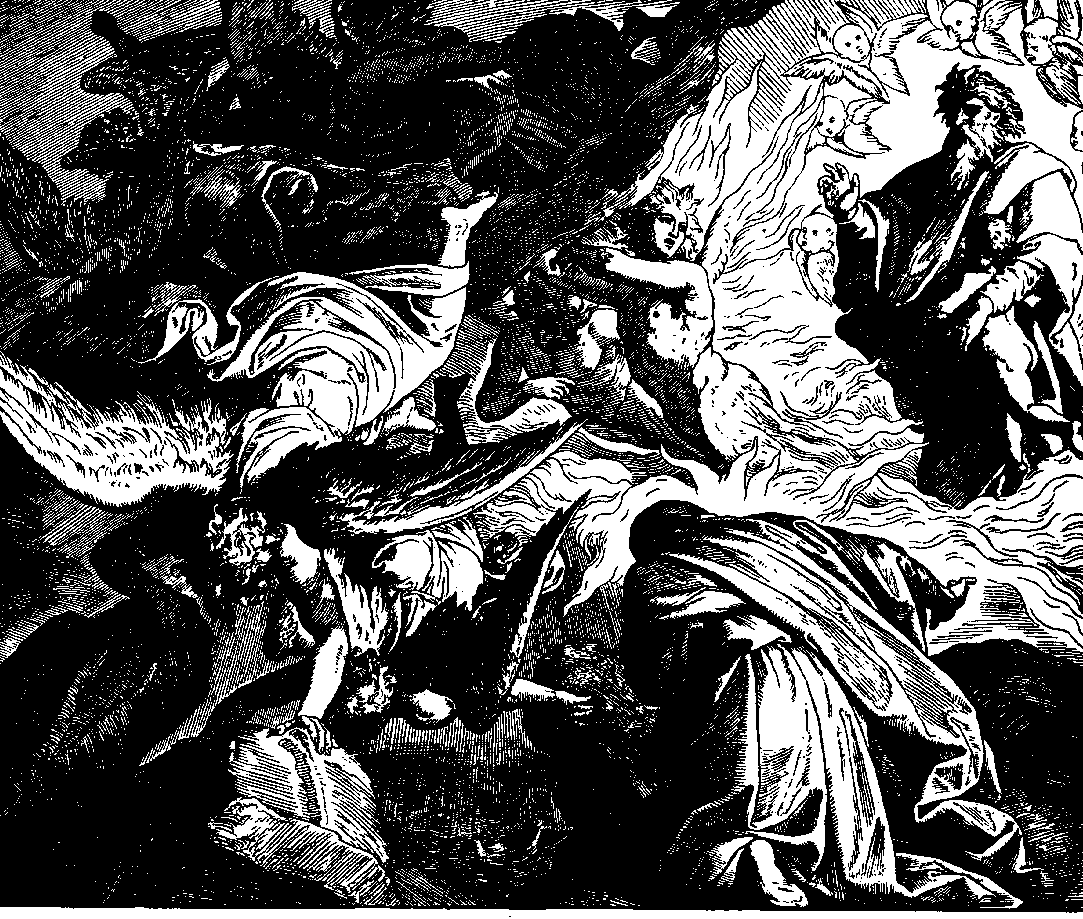
ظهور الله لإيليا على جبل حوريب، نقش خشبي عام 1860 بواسطة يوليوس شنور فون كارولسفيلد

### جبل موسى

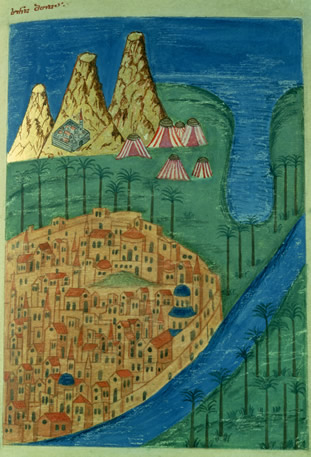
تم تصوير جبل سيناء على مخطوطة جورجية من العصور الوسطى المتأخرة
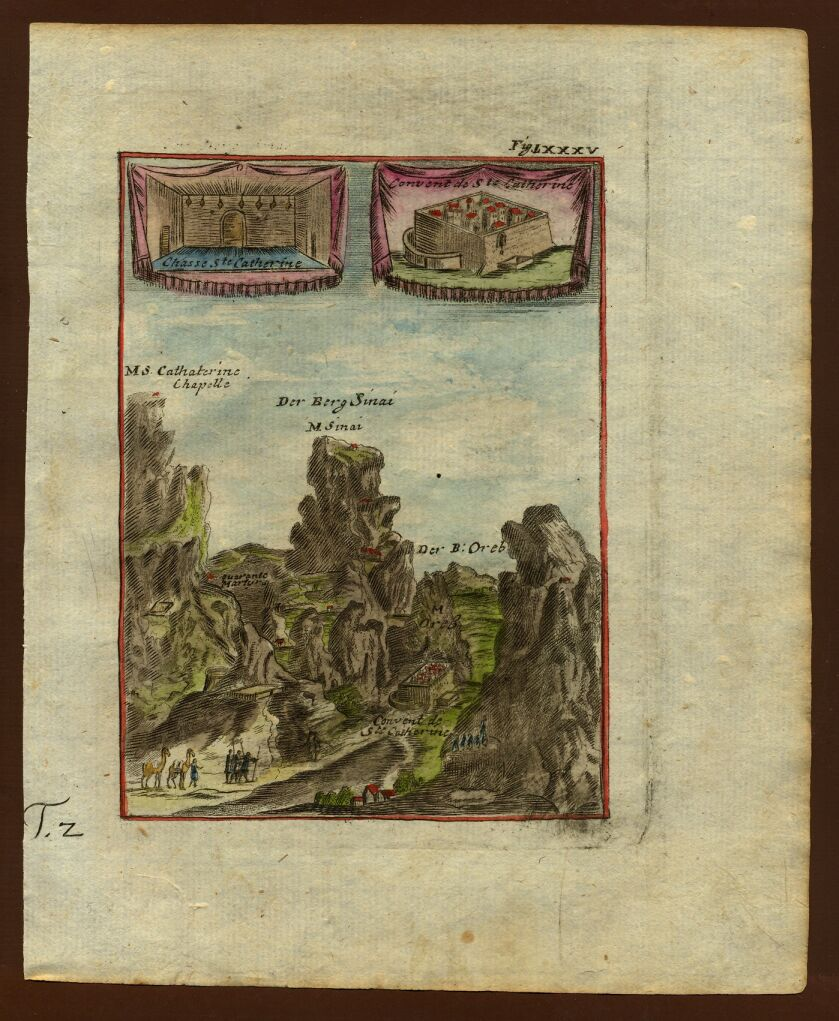
نشره رسام الخرائط الفرنسي آلان مانسون ماليت، 1719
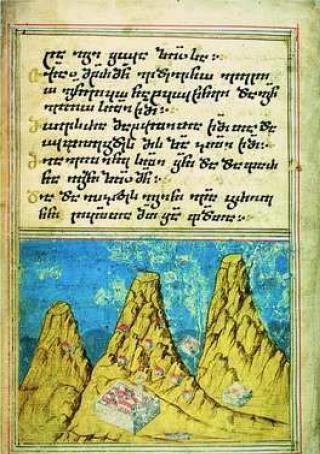
القرن السادس عشر
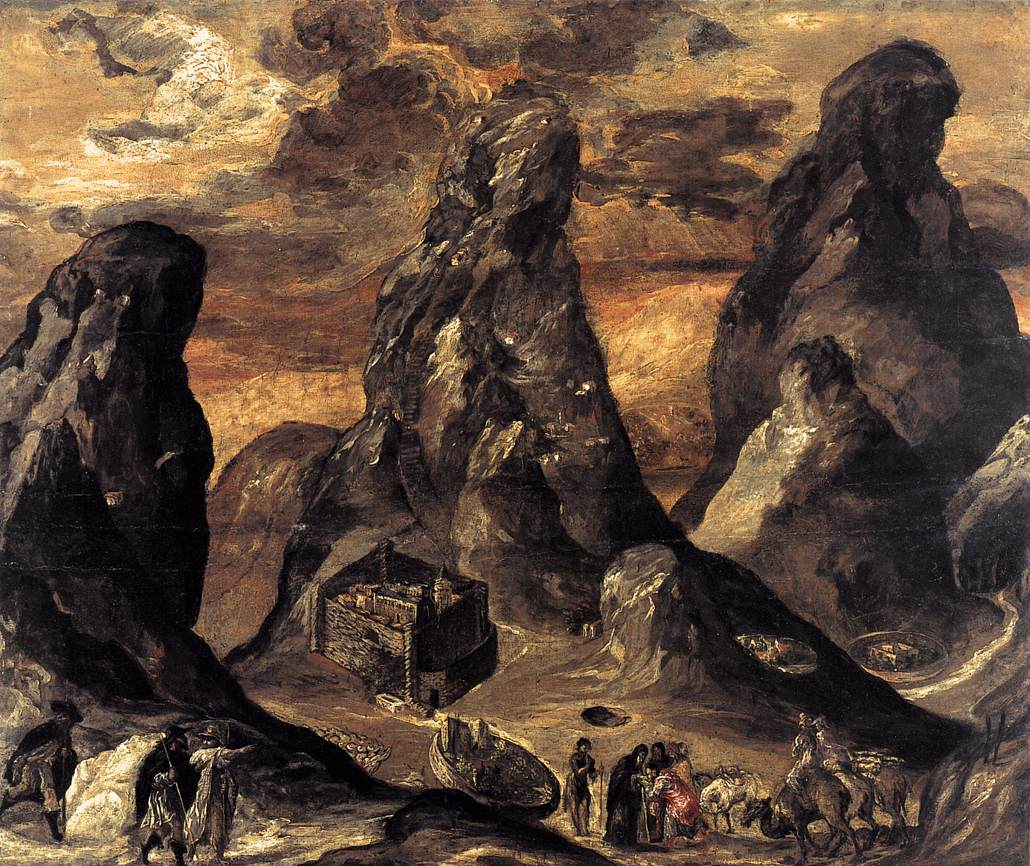
جبل سيناء، بواسطة إل غريكو، 1570-1572